# Danila Jewgenjewitsch Slessarew
Danila Jewgenjewitsch Slessarew (georgisch დანილა სლესარევი Danila Slessarewi, russisch Данила Евгеньевич Слесарев; * 30. März 1996 in Moskau) ist ein russisch-georgischer Eishockeyspieler, der seit 2022 bei den Ice Knights Tbilisi in der georgischen Eishockeyliga spielt.

## Karriere
Der aus Moskau stammende Slessarew spielte zu Beginn seiner Karriere für verschiedene Nachwuchsvereine in den russisch dominierten Juniorenligen Molodjoschnaja Chokkeinaja Liga und Molodjoschnaja Chokkeinaja Liga B. Letztere konnte er 2015 mit dem HK Rossosch gewinnen. Obwohl er 2016 bester Vorbereiter der Playoffs war, reichte es nicht zum erneuten Titelgewinn. Die Spielzeit 2017/18 verbrachte er beim ZSK WWS Samara in der Wysschaja Hockey-Liga, wurde mit dem Klub der Luftstreitkräfte jedoch Tabellenletzter. Einige Spiele absolvierte er auch für den Ligakonkurrenten Chimik Woskressensk. Anschließend wechselte er zum HK REU Moskau in die russische Studentenliga. Bereits 2019 zog es ihn weiter nach Belarus, wo er für Lokomotiw Orscha in der Wysschaja Liga, der zweithöchsten Spielklasse des Landes, spielte. Seit 2022 steht er bei den Ice Knights Tbilisi in der georgischen Eishockeyliga auf dem Eis.

### International
Slessarew stand erstmals bei der Weltmeisterschaft 2023 in der Division II im Kader der georgischen Nationalmannschaft.

## Erfolge und Auszeichnungen
- 2015 Meister der Molodjoschnaja Chokkeinaja Liga B mit dem HK Rossosch